# Sphyraena viridensis
Espèce
Sphyraena viridensis, appelé Barracuda de Méditerranée, Barracuda méditerranéen, Bécune bouche jaune ou encore Barracuda à bouche jaune, est une espèce de poissons de la famille des barracudas qui vit en Méditerranée.